# Sven Sköldberg
Sven Sköldberg, född 30 november 1838 i Jönköping, död 22 oktober 1872 i Stockholm, var en svensk gynekolog. Han var son till gynekologen Sven Erik Sköldberg och Malin Åstrand samt systerson till journalisten Wendela Hebbe.

## Biografi
Sköldberg blev student vid Uppsala universitet 1856, medicine licentiat 1864 och medicine doktor 1867 och blev samma år docent i gynekologi vid Karolinska institutet. Han utmärkte sig både som framstående kvinnoläkare och genom sina gedigna kunskaper även som lärare såväl på sin poliklinik som vid de fria föreläsningskurser han anordnade. År 1866 genomförde han med lyckat resultat den första ovariotomin i Sverige. Han författade ett viktigt arbete, Om ovariotomiens tidigare historia i England och Amerika och operationens nuvarande ståndpunkt (1867), samt flera mindre uppsatser.
Han var gift med räkenskapsförare Vendela Schürer von Waldheim (1842–1907) och var far till sångförfattaren Sigrid Sköldberg-Pettersson. Makarna Sköldberg är begravda på Solna kyrkogård.

## Fotnoter
1. 1 2  Sveriges dödbok 1815–2022, nionde utgåvan, Sveriges Släktforskarförbund, december 2023.[källa från Wikidata]
2. ↑  Libris, Kungliga biblioteket, 26 mars 2018, läs online, läst: 24 augusti 2018.[källa från Wikidata]
3. ↑  Sveriges befolkning 1880, CD-ROM, Version 1.00, Riksarkivet/SVAR (2010).